# 黒沢あすか
黒沢 あすか（くろさわ あすか、1971年〈昭和46年〉12月22日 - ）は、日本の女優。神奈川県藤沢市出身。オフィス・メイ所属。身長165cm、血液型A型。既婚で、3児の母でもある。

## 来歴
10歳から児童劇団に所属し子役として本名（旧姓）「岡坂あすか」名義で芸能活動をしていた。
1990年、『ほしをつぐもの』でスクリーンデビュー。
1992年、柳町光男監督の映画『愛について、東京』（1993年公開）のヒロインの中国人アイリーン役に抜擢（）され、大胆にヌードになる。直後、『週刊文春』原色美女図鑑にてヌードを発表。
1993年、オフィス・メイに移籍と同時に黒沢あすかに改名。スコラ社よりヌード写真集『BIRTH』（横木安良夫撮影）を発表。同年のドラマ『あすなろ白書』（フジテレビ系）でトキエ役を演じ、『野菊の墓』（テレビ東京系）の民子役で主演。その後、個性的な映画監督の作品で主演を務めるなどするも、積極的な活動をしているとはいえなかった。
2002年、塚本晋也監督の『六月の蛇』に主演したことで一躍脚光を浴びた。同作の演技により第34回シッチェス国際映画祭最優秀主演女優賞をはじめ、国内外で多くの賞を受賞。このほか、2006年の『嫌われ松子の一生』でも個性を発揮。2011年の『冷たい熱帯魚』でエキセントリックな鬼気迫る演技が話題になり、ヨコハマ映画祭助演女優賞を受賞。2016年には、マーティン・スコセッシ監督の『沈黙 -サイレンス-』でハリウッド映画にも出演。2019年には短編映画『積むさおり』に主演し、アメリカ・サンディエゴで開催の「Horrible Imaginings Film Festival短編部門」で最優秀主演女優賞を受賞。
2005年に特殊メイクアップアーティストの梅沢壮一と結婚。その後3人の息子をもうけた。
2012年9月10日、同月上旬に稽古場で突発的末梢性眩暈症を発症し、同年10月より主演予定であった舞台、劇団、本谷有希子第16回公演『遭難、』を降板することを発表した。その後約4か月の自宅療養を経て、2013年1月、連続ドラマW『ヒトリシズカ』（WOWOW）以来半年ぶりの映像撮影となる主演短編映画『怯える女』の撮影で復帰した。

## 人物

### 子供時代
子供の頃は、両親と4歳上の兄と暮らしていた。当時住んでいた地域では同年代の女の子が少なく、年下の男の子が多かったことからよく彼らと遊んでおり、やんちゃな性格だった。小学校高学年の頃のある夜、トイレに行く時にリビングの前の廊下を通ると、両親が見る大人向けのドラマをドアの隙間から偶然見たことで女優の仕事に興味を持った。当時、土日には必ず新聞広告で『新人タレント募集』の記事が出ていたとのことで、親に内緒で色々と応募した。ある日このことが両親にバレたが、本気で芸能界での仕事をやりたいと告げたことで許可され、後日受かった劇団に入団した。

### 女優業
映画『愛について、東京』のヒロインにオーディションで選ばれ、公開後に柳町光男監督から「君はパッと初めて見た瞬間から大地の匂いがしたから」と起用理由を告げられた。本人は初めてのヌードやラブシーンについて抵抗は全く無く、柳町からは「お前は肩幅があってお尻も大きい。一般的な日本人の女優さんのような華奢さがない（肉付きが良い）」と褒められた。しかし翌年の主演ドラマ『野菊の墓』の民役では、あるスタッフから「何か今までの民さんに比べたら骨太だよね。華奢さがないよね」と言われ、悔しい思いをしたという。
映画『冷たい熱帯魚』の村田愛子役もオーディションだったが、当時3人目の子供を出産して間もない頃でお腹がたるんでいた。しかし「この役を絶対やりたい」との強い想いで1か月間で体質改善してダイエットし、見事役を勝ち取った。本人は、愛子役について「私が20何年やってきた女優人生の集大成」と評している。
映画『沈黙 -サイレンス-』にもオーディションにより、セリフが一言もない主人公の妻役で出演した。オーディションの前に「着物での所作が重要」と知り、所作指導の先生に着物での所作を細かく教わってから挑んだ。本番では妻の心情を目の動き、表情、所作で見事に体現し、スコセッシからその演技を称えられた。

### 私生活
趣味・特技は写真、作詞。ホームヘルパー2級の資格を持つ。
2004年のホラー映画『き・れ・い？』に出演して梅沢壮一と出会い、翌年に結婚した。2019年に主演した短編映画『積むさおり』では、梅沢が監督を務めた。
長男は映画好きとなったが、高校生の頃までは黒沢の女優業については特に興味を持っていなかった。その後大学生となった長男は、ある教授と映画の話をするようになり、後日たまたま女優・黒沢あすかの話題を出された。その時「僕の母です」と打ち明けたことで教授から黒沢の女優業について熱弁され、“黒沢あすか”のすごさを知ったという。
2012年に突発的末梢性眩暈症を発症して倒れてからは、夫や両親に家事などを支えてもらいながら自宅療養した。「薬を飲んで眠る」という治療法をしていたところ、病気について調べた夫が「有酸素運動にめまいを改善する効果があるらしい」との情報を見つけた。倒れてから約2週間後にようやく起き上がれるようになり、有酸素運動であるウォーキングやスロージョギングなどを毎日行い、何とか病気を克服した。

## 出演

### テレビドラマ
- 花のあすか組! 第8話「おフロでピンチ!」（1988年6月6日、フジテレビ） - 明智光子 / 鬼 役 ※岡坂あすか名義
- NEWジャングル 第21話「刑事の一言」（1988年6月10日、日本テレビ） - 坂上ナオコ 役
- 火曜サスペンス劇場（日本テレビ）
  - 未青年 盛り場の行きずり殺人事件（1993年2月） ※岡坂あすか名義
  - だます女、だまされる女 7（2004年7月）
- おかえりなさい（1993年6月、テレビ朝日）
- 日本名作ドラマ（テレビ東京）
  - 野菊の墓（1993年9月） - 主演
- 彼と彼女の事情（1994年4月 - 6月、テレビ朝日） - 井上楓 役
- 金曜エンタテイメント（フジテレビ）
  - 金田一耕助シリーズ5「犬神家の一族」（1994年10月）
  - 腕まくり看護婦物語3 熱血編（1994年12月）
  - サラリーマン刑事1（1998年） - 沖田由美 役
- ハートにS 第20話「フレンチ・ブルー」（1995年、フジテレビ）
- 土曜ワイド劇場（テレビ朝日）
  - 襲われた二人（1995年2月、朝日放送制作）
  - 京都の芸者弁護士2（1998年7月25日、朝日放送制作） - 染子、アンナ 役（二役）
  - タクシードライバーの推理日誌10「黒いひまわりの女」（1998年12月12日） - 小島信江 役
  - 西村京太郎トラベルミステリー 津軽陸中殺人ルート（2000年9月30日）
  - 渡り番頭・鏡善太郎の推理2（2001年6月2日） - 倉沢美智子 役
  - 加賀百万石嫁とり殺人（2003年4月26日）
  - 科学捜査研究所・文書鑑定の女2（2004年2月7日） ‐ 畑陽子 役
- さっちゃんウソついてごめんネ（1995年9月、TBS）
- 金田一少年の事件簿 雪夜叉伝説殺人事件（1995年12月、日本テレビ） - 綾辻真理 役
- 月曜ドラマスペシャル（TBS）
  - 俺は浪花の漫才師（1997年1月、毎日放送・TBS共同制作）
  - 赤川次郎サスペンス 冠婚葬祭殺人事件（1997年8月25日）
- ギフト 第5話（1997年5月14日、フジテレビ） - クニコ 役
- 新・半七捕物帳 第8話（1997年5月23日、、NHK総合） - 大坂屋花鳥 役
- 白線流し〜19の春（1997年8月、フジテレビ）
- 家政婦は見た! 第8話（1997年11月27日、テレビ朝日） - 中野邦子 役
- 女医 第7話 - 第11話（1999年8月16日 - 9月13日、読売テレビ制作・日本テレビ） - 竹内真理恵 役
- サイコメトラーEIJI2 第3話・第4話（1999年10月30日 - 11月6日、日本テレビ） - 実相寺碧 役
- 月曜ミステリー劇場（TBS） 
  - 金田一耕助シリーズ「人面瘡」（TBS）
- 演技者。「狂うがまま」（2003年6月17日 - 7月15日、フジテレビ） - 鳥羽 役
- 連続テレビ小説（NHK）
  - 天花（2004年6月 - 8月） - 笹木順子 役
  - エール（2020年5月 - 11月） - カフェー「パピヨン」のママ 役
- 役者魂! 第1話（2006年10月17日、フジテレビ）
- 金曜プレステージ（フジテレビ）
  - 十津川刑事の肖像4（2011年5月27日） - 堀本美也子 役
  - 山村美紗サスペンス 黒の滑走路〜禁じられた一族〜（2012年1月13日） - 野上治美 役
- 明日の光をつかめ2（2011年7月 - 9月、東海テレビ製作・フジテレビ） - 磯山宏美 役
- 運命の人 第5話・第6話・第8話（2012年2月12日・17日・3月4日、TBS） - 坂元千恵子 役
- 小暮写眞館（2013年、NHK BSプレミアム） - 垣本保恵 役
- 連続ドラマW（WOWOW）
  - ヒトリシズカ（2012年10月 - 11月） - 伊東深雪 役
  - 贖罪の奏鳴曲 第1話・第4話（2015年1月24日・2月14日） - 安武里美 役
- 月曜ゴールデン（TBS）
  - 捜査指揮官 水城さや（2013年1月28日） - 高坂由美 役
- 福家警部補の挨拶 第6話（2014年2月18日、フジテレビ） - 柿沼恵美 役
- 雲霧仁左衛門2 第3話（2015年2月20日、NHK BSプレミアム） - おかね 役
  - 雲霧仁左衛門3 第5話 - 第8話（2017年2月3日 - 14日）
  - 雲霧仁左衛門4（2018年9月 - 10月）
  - 雲霧仁左衛門5 第1話（2022年1月14日）
- 木曜時代劇（NHK総合）
  - まんまこと〜麻之助裁定帳〜 第5話（2015年8月20日） - お伊代 役
- 土曜ドラマ（NHK総合）
  - 破裂 第1話 - 第3話（2015年10月10日 - 24日） - 香村朋美 役
  - 逃げる女 第4話・第5話（2016年1月30日、2月6日） - 村瀬千夏 役
- 松本清張特別企画 喪失の儀礼（2016年3月30日、テレビ東京） - 香原由佳 役
- 遺産相続弁護士 柿崎真一 第3話（2016年7月21日、読売テレビ制作・日本テレビ） - 津木野玲子 役
- 木曜劇場（フジテレビ）
  - 外交官 黒田康作 第7話 - 最終話（2011年2月24日 - 3月17日） - 君島奈緒子 役
  - 刑事ゆがみ 第2話（2017年10月19日） - 打越悦子 役
  - モンテ・クリスト伯 -華麗なる復讐- 第2話（2018年4月26日） - 日菜子 役
  - グッド・ドクター 第2話（2018年7月19日） - 菅原真紀 役
  - ストロベリーナイト・サーガ 第6話（2019年5月16日） - 峰岡里美 役
  - 愛の、がっこう。 第6話（2025年8月14日） - 絹江 役

- 悪魔が来りて笛を吹く（2018年、NHK BSプレミアム） - 堀井駒子 役
- ドラマ24（テレビ東京）
  - GIVER 復讐の贈与者 第7話（2018年8月25日） - 吉野たまき 役
- 日曜プライム（テレビ朝日） 
  - ドラマスペシャル 死命〜刑事のタイムリミット〜（2019年5月19日） - 榊奈保子 役
- 月9（フジテレビ）
  - あすなろ白書（1993年10月 - 12月） - 砂田トキエ 役
  - シャーロック 第7話（2019年11月18日） - 長嶺加奈子 役
  - 監察医 朝顔 第12話・第13話（2021年2月1日・8日） - 松野翠 役
  - イチケイのカラス 第5話（2021年5月3日） - 槇原楓 役
- ドラマ10（NHK総合）
  - ミス・ジコチョー〜天才・天ノ教授の調査ファイル〜 第9回・最終回（2019年12月13日・20日） - 牧野福江 役
  - 大奥「8代・徳川吉宗×水野祐之進 編」第9回（2023年3月7日） - 松平乗邑 役[7][8][9]
- 金曜ドラマ（TBS）
  - 病室で念仏を唱えないでください 第1話（2020年1月17日） - 太田みどり 役
- 警視庁・捜査一課長2020 第9話（2020年7月2日、テレビ朝日） - 足利玉美 役
- 大江戸もののけ物語（2020年） - お光 役
- 一億円のさようなら 第5話（2020年10月25日、NHK BSプレミアム・BS4K） - 表薫 役
- ネメシス 第1話（2021年4月11日、日本テレビ） - 村崎由香里 役
- 華麗なる一族（2021年、WOWOW） - 小泉夫人 役
- 月曜プレミア8（テレビ東京）
  - 今野敏サスペンス 暁鐘 警視庁強行犯係・樋口顕（2022年4月4日） - 長澤美也 役
- テッパチ! 第5話・第10話（2022年8月3日・9月7日、フジテレビ） - 馬場由希子 役
- 特捜9 season6 第6話（2023年5月10日、テレビ朝日） - 松原美佐 役
- 新空港占拠 第1話 - 第7話（2024年1月13日 - 2月24日、日本テレビ） - 天童美香 役[10][11]
- 広重ぶるう（2024年3月23日、NHK BSプレミアム4K）[12]
- アンメット ある脳外科医の日記 第4話（2024年5月6日、関西テレビ・フジテレビ） - 川内あかり 役[13]
- おいち不思議がたり 第1話・2話（2024年9月1日・8日、NHK BS・NHK BSプレミアム4K） - お絹 役
- オクラ〜迷宮入り事件捜査〜 第2話（2024年10月15日、フジテレビ） - 佐久間忍 役[14]
- 全領域異常解決室 第2話（2024年10月16日、フジテレビ） - 阿部校長 役[15]
- フォレスト（2025年1月12日 - 3月2日、朝日放送テレビ・テレビ朝日） - 一ノ瀬茜 役
- 彼女がそれも愛と呼ぶなら（2025年4月3日 - 6月6日、読売テレビ・日本テレビ） - 小森鈴子 役[16]
- キャスター（2025年4月13日 - 、TBS） - 崎久保由美 役[17]
- DOCTOR PRICE 第1話（2025年7月6日、読売テレビ・日本テレビ） - 柊木菖蒲 役[18]

### 映画
- ほしをつぐもの（1990年、松竹富士） - 直美 役 ※岡坂あすか名義
- 愛について、東京（1993年、パイオニアLDC / キネマ旬報社） - アイリン 役 ※岡坂あすか名義
- 罠 THE TRAP（1996年、エースピクチャーズ） - あゆみ 役
- 良寛（1997年、日本ヘラルド映画）
- 現代仁侠伝（1997年、東映） - 沙也加 役
- ブルーフェイク（1998年、セスコ・ジャパン）
- 冷血の罠（1998年、大映） - 由子 役
- マネーざんす（2001年、つんくタウンFILMS）
- 六月の蛇（2002年、ゼアリズエンタープライズ） - 主演・辰巳りん子 役
- 輪舞曲 〜ロンド〜（2003年、フェイスフル） - 月読佳久夜 役
- き・れ・い?（2004年、日本出版販売） - 河野吉江 役
- でらしね（2004年、ライズピクチャーズ / メディアボックス） - ヒロイン・橘今日子 役
- 火火（2005年、ゼアリズエンタープライズ） - 牛尼瑞香 役
- 死霊波（2005年、日本出版販売 / バイオタイド） - 堂間章絵 役
- 自由戀愛（2005年、IMAGICAエンタテインメント）
- 嫌われ松子の一生（2006年、東宝） - 沢村めぐみ 役
- 水の花（2006年、ぴあ / ユーロスペース） - 詩織 役
- サンクチュアリ（2006年、アルゴ・ピクチャーズ） - 主演・山本アキ 役
- 女の子ものがたり（2009年、エイベックス・エンタテインメント / IMJエンタテインメント） - みさの母 役
- 人の砂漠 「鏡の調書」（2010年、東京芸術大学） - 白石繭子 役
- 冷たい熱帯魚（2010年、日活） - 村田愛子 役
- ヒミズ（2012年、ギャガ） - 茶沢の母 役
- Miss Boys! 友情のゆくえ編（2012年、ダブ / Thanks Lab.） - 加賀美京子 役
- 嘘々実実（2012年、若手映画作家育成プロジェクト）
- 闇金ウシジマくん（2012年、S・D・P） - 鈴木文江 役
- めめめのくらげ（2013年、ギャガ） - 天宮静子 役
- THE ABCs of DEATH「M is for Middle」（2013年）
- 上京ものがたり（2013年、ファントム・フィルム）
- 渇き。（2014年6月27日、ギャガ） - 桐子 役
- かくて女神は笑いき「怯える女」（2014年） - 主演
- THE HYBRID 鵺の仔（2015年） - 三島ヨシコ 役[19]
- 沈黙 -サイレンス-（2016年） - 岡田三右衛門の妻 役
- 血を吸う粘土（2017年） - 藍那ゆり 役[20]
- 昼顔（2017年） - 田尻絹江 役
- ホットギミック ガールミーツボーイ（2019年6月28日、東映） - 成田志保子 役
- 惡の華（2019年9月27日、ファントム・フィルム） - 仲村佐和の母 役
- 血を吸う粘土 派生（2019年） - 藍那ゆり 役
- 楽園（2019年10月18日公開、KADOKAWA） - 中村洋子 役[21]
- 積むさおり（2019年） - 主演・幹村さおり 役[22][23]
- 恐怖人形（2019年） - 麻生美智子 役
- ファンファーレが鳴り響く（2020年）[24]
- サイコ・ゴアマン（2020年） - ウィッチマスター 役（声の出演）[25]
- 樹海村（2021年） - 鷲尾弓子 役
- 3つのとりこ「それは、ただの終わり」（2022年） - 主演
- 親密な他人（2022年） - 主演・石川恵 役
- 恋い焦れ歌え（2022年）
- 658km、陽子の旅（2023年） - 立花久美子 役[26]
- 緑のざわめき（2023年） - 芙美子 役[27][28]
- 法廷遊戯（2023年） - 結城葵 役[29]
- 義父養父（2023年）[30]
- カタシロReplica（2024年） - 患者 役[31]
- 歩女（2024年） - 主演・ユリ 役[32]
- カオルの葬式（2024年） - 向島貴子 役[33]
- 舞倒れ（2024年公開） - 願 役[34]
- 敵（2025年1月17日） - 渡辺信子 役[35]
- 爽子の衝動（2025年公開予定）[36]

### 舞台
- 贋作・桜の森の満開の下（2001年6月1日 - 30日、新国立劇場 中劇場） - ボッコ、鬼女、クニの人 役
- 路地裏の優しい猫（2009年4月29日 - 5月5日、新国立劇場作）
- クロイツェル・ソナタ〜光子・黒い瞳の伯爵夫人（2012年3月14日・15日、表参道GROUND）
- 南部高速道路（2012年6月4日 - 24日、シアタートラム）
- THE SHAMPOO HAT 第29回公演「風の吹く夢」（2014年9月10日 - 23日、下北沢ザ・スズナリ）
- ロ字ック 第12回本公演「滅びの国」（2018年1月17日 - 21日、本多劇場）
- 劇団チョコレートケーキ 第33回公演「帰還不能点」（2021年2月19日 - 3月14日、東京芸術劇場シアターイースト）
- 劇団チョコレートケーキ 「帰還不能点」再演（2022年8月17日 - 21日、東京芸術劇場シアターイースト）
- 劇団チョコレートケーキ 「帰還不能点」（2022年11月16日 - 26日、ひの煉瓦ホール（日野市民会館）大ホール / 穂の国とよはし芸術劇場PLAT主ホール / 神戸文化ホール中ホール  / 呉竹文化センター）

### ラジオドラマ
- いちご同盟（1990年、TBSラジオ『ラジオ図書館』） - 上原直美 役 ※岡坂あすか名義

### ステレオドラマ
- 時をかける少女（1990年、サウンド文学館・パルナス SFメルヘン ※企画・制作:学習研究社、製造:日本コロムビア） - 芳山和子 役 ※岡坂あすか名義

### WEB配信ドラマ
- CROW'S BLOOD（2017年7月23日、Hulu） - 磯崎明美 役[37]
- MALICE（2023年9月14日、U-NEXT） - 小園真由子 役[38]

### CM
- 資生堂「ピエヌ」（1999年1月 - 3月、ラジオCM）
- ボーダフォン 日本法人 エンジェル 白い息篇（2003年12月 - 2004年2月）

### ネットシネマ
- スタジアムで会いましょう（2004年） - 赤城みどり 役
- 探偵事務所5「終わらない別れ」（2006年）

### オリジナルビデオ
- 東京爆弾（2000年、ケイエスエス）

## 書籍
写真集
- BIRTH 黒沢あすか写真集（1993年10月、横木安良夫撮影、スコラ） ISBN 4796201378